# Furtei
Furtei ist eine italienische Gemeinde (comune) mit 1504 Einwohnern (Stand 31. Dezember 2023) in der Provinz Medio Campidano auf Sardinien. Die Gemeinde liegt etwa 21,5 Kilometer nordöstlich von Villacidro und etwa 4 Kilometer östlich von Sanluri am Flumini Mannu.

## Verkehr
Durch die Gemeinde führen die Strada Statale 197 di San Gavino e del Flumini von Guspini nach Nurallao und die Strada Statale 293 di Giba von Sanluri nach Giba.

## Weblinks

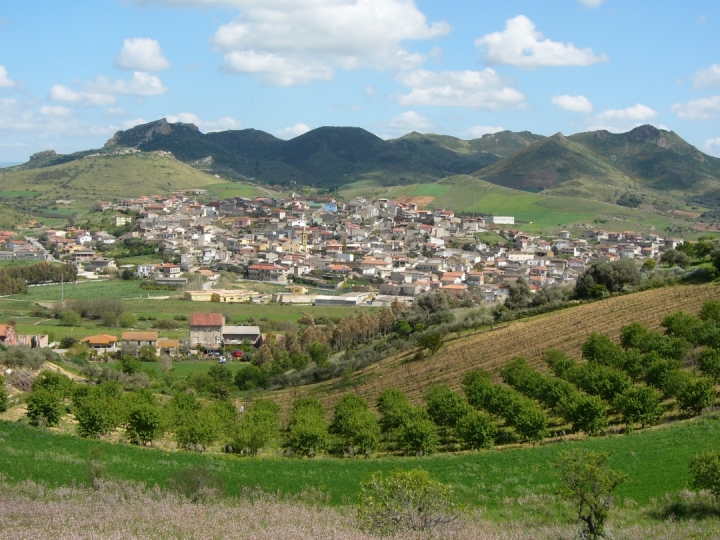
Blick auf Furtei